# Миколаївська сільська рада (Борзнянський район)
Микола́ївська сільська́ ра́да — адміністративно-територіальна одиниця та орган місцевого самоврядування в Борзнянському районі Чернігівської області. Адміністративний центр — село Миколаївка.

## Загальні відомості
- Територія ради: 46,95 км²
- Населення ради: 1 604 особи (станом на 2001 рік)

Миколаївська сільська рада зареєстрована 1918 року. Стала однією з 26-ти сільських рад Борзнянського району і одна з 16-ти, яка складається більше, ніж з одного населеного пункту.

## Населені пункти
Сільській раді підпорядковані населені пункти:
- с. Миколаївка (786 осіб)
- с. Іванівка (804 особи)
- с. Суховодка (14 осіб)

## Освіта
На території сільради діє Миколаївська ЗОШ І-ІІІ ст.

## Склад ради
Рада складалася з 17 депутатів та голови.
- Голова ради: Пирог Павло Миколайович
- Секретар ради: Коваленко Людмила Степанівна

### Керівний склад попередніх скликань
| Прізвище, ім'я, по батькові | Основні відомості                                                                                  | Дата обрання | Дата звільнення |
| --------------------------- | -------------------------------------------------------------------------------------------------- | ------------ | --------------- |
| Турок Микола Володимирович  | Сільський голова, 1947 року народження, безпартійний                                               | 26.03.2006   | 31.10.2010      |
| Пирог Павло Миколайович     | Сільський голова, 1976 року народження, освіта вища, член Всеукраїнського об'єднання «Батьківщина» | 31.10.2010   |                 |

Примітка: таблиця складена за даними сайту Верховної Ради України

### Депутати
За результатами місцевих виборів 2010 року депутатами ради стали:

#### За суб'єктами висування
| Суб'єкт висування                                       | Кількість обраних депутатів | %    |
| ------------------------------------------------------- | --------------------------- | ---- |
| Політична партія Всеукраїнське об'єднання «Батьківщина» | 8                           | 47,1 |
| Партія регіонів                                         | 7                           | 41,2 |
| Самовисування                                           | 1                           | 5,9  |
| Соціалістична партія України                            | 1                           | 5,9  |

#### За округами
| № округу                                                | Прізвище, ім'я, по батькові     | Дата визнання обраним | Освіта  | Партійна приналежність                        | Відомості про обраного депутата                       |
| ------------------------------------------------------- | ------------------------------- | --------------------- | ------- | --------------------------------------------- | ----------------------------------------------------- |
| Партія регіонів                                         |                                 |                       |         |                                               |                                                       |
| 3                                                       | Серик Жанна Іванівна            | 05.11.2010            | вища    | член Партії регіонів                          | пенсіонер                                             |
| 4                                                       | Коваленко Людмила Степанівна    | 05.11.2010            | вища    | позапартійна                                  | Миколаївська сільська рада, секретар                  |
| 7                                                       | Качалій Лідія Григорівна        | 05.11.2010            | середня | позапартійна                                  | Миколаївський відділ зв'язку, поштар                  |
| 8                                                       | Бичок Надія Михайлівна          | 05.11.2010            | середня | позапартійна                                  | ДП ДГ «Іванівка», продавець                           |
| 10                                                      | Савченко Алла Дмитрівна         | 05.11.2010            | вища    | член Партії регіонів                          | Іванівськийвідділ зв'язку, зав.відділенням            |
| 12                                                      | Шевченко Віталій Йосипович      | 05.11.2010            | вища    | позапартійний                                 | ДП Шабалинівський СЗ, головний енергетик              |
| 17                                                      | Книга Валентина Григорівна      | 05.11.2010            | вища    | позапартійна                                  | ДП ДГ «Іванівка», гол.бухгалтер                       |
| Політична партія Всеукраїнське об'єднання «Батьківщина» |                                 |                       |         |                                               |                                                       |
| 1                                                       | Григорець Ганна Іванівна        | 05.11.2010            | середня | член Всеукраїнського об'єднання «Батьківщина» | пенсіонер                                             |
| 2                                                       | Сєрик Марина Миколаївна         | 05.11.2010            | вища    | позапартійна                                  | ДП Шабалинівський СЗ, інженертехнолог                 |
| 5                                                       | Сайко Оксана Миколаївна         | 05.11.2010            | середня | позапартійна                                  | Миколаївська загальноосвітня школа, тех -працівник    |
| 6                                                       | Демченко Володимир Валентинович | 05.11.2010            | вища    | позапартійний                                 | Миколаївська загальноосвітня школа, вчитель           |
| 9                                                       | Ворона Петро Іванович           | 05.11.2010            | середня | позапартійний                                 | пенсіонер                                             |
| 13                                                      | Горбань Світлана Анатоліївна    | 05.11.2010            | вища    | член Всеукраїнського об'єднання «Батьківщина» | Миколаївська загальноосвітня школа, вчитель           |
| 14                                                      | Цибка Лідія Степанівна          | 05.11.2010            | середня | член Всеукраїнського об'єднання «Батьківщина» | зберкаса с. Іванівка, касир                           |
| 16                                                      | Завалій Ірина Василівна         | 05.11.2010            | середня | член Всеукраїнського об'єднання «Батьківщина» | ТП КВП "Світанок ", перукар                           |
| Соціалістична партія України                            |                                 |                       |         |                                               |                                                       |
| 11                                                      | Сидоренко Анатолій Віталійович  | 05.11.2010            | середня | член Соціалістичної партії України            | ДП Шабалинівський СЗ, охоронець                       |
| Самовисування                                           |                                 |                       |         |                                               |                                                       |
| 15                                                      | Радченко Людмила Михайлівна     | 05.11.2010            | вища    | позапартійна                                  | ДП Шабалинівський СЗ, нач.відділу технічного контролю |